# Onorificenze georgiane
Elenco delle onorificenze e degli ordini di merito e cavallereschi distribuiti dalla Georgia.

## Regno di Georgia

### Ordini cavallereschi
| Nastro | Onorificenza                                                               |
| ------ | -------------------------------------------------------------------------- |
|        | Ordine dell'Aquila di Georgia e della Tunica di Nostro Signore Gesù Cristo |
|        | Ordine della corona                                                        |

## Repubblica di Georgia

### Ordini cavallereschi
| Nastro | Onorificenza                         |
| ------ | ------------------------------------ |
|        | Ordine dell'Eroe nazionale           |
|        | Ordine di San Giorgio della Vittoria |
|        | Ordine di Davide il Costruttore      |
|        | Ordine della Regina Tamara           |
|        | Ordine presidenziale della Luce      |
|        | Ordine di San Nicola                 |
|        | Ordine del Vello d'oro               |
|        | Ordine di Vakhtang Gorgasali         |
|        | Ordine d'Onore                       |

## Medaglie militari e di benemerenza
| Nastro | Onorificenza                      |
| ------ | --------------------------------- |
|        | Medaglia al valor militare        |
|        | Medaglia d'onore militare         |
|        | Medaglia d'onore                  |
|        | Medaglia di devozione alla patria |
|        | Croce di Didgori                  |